# 임베디드 HTTP 서버
임베디드 HTTP 서버(Embedded HTTP server)는 HTTP 프로토콜을 구현하는 소프트웨어 시스템의 구성 요소이다. 임베디드 웹 서버(Embedded Web Server,EWS)의 하나이다. 임베디드 HTTP 서버의 애플리케이션 내 사용 예는 다음을 들 수 있다.
- 전통 애플리케이션을 위한 신 클라이언트 인터페이스를 제공하기 위해
- 개발 단계에서 인덱싱, 보고, 디버깅 도구를 제공하기 위해
- 정규 인터페이스 내에 정보의 분산 및 인수를 표출하기 위해 프로토콜을 구현하기 위해 - 잠재적으로는 웹 서비스, 또 잠재적으로 데이터 포맷으로서 XML을 사용함으로써 웹 애플리케이션을 개발하기 위해

위 사항들을 수행하기 위해 HTTP를 사용하는 것에는 몇 가지 장점이 있다:
- HTTP는 잘 연구된 크로스 플랫폼 프로토콜이며 성숙한 구현체들을 무료로 이용할 수 있다.
- HTTP는 방화벽과 인트라넷 라우터에 차단되는 일은 드문 편이다.
- HTTP 클라이언트(예: 웹 브라우저)는 현대의 모든 컴퓨터에서 쉽게 이용 가능하다.
- 홈 네트워킹과 유비쿼터스 컴퓨팅의 트렌드 상승으로 임베디드 HTTP 서버를 이용하는 경향이 늘어가고 있다.

## 임베디드 웹 서버
임베디드 웹 서버(Embedded Web Server,EWS)로는 http이외에도 ftp 프로토콜등이 있다. 이러한 프로토콜들은 다양한 어플리케이션 수준뿐만아니라 하드웨어를 기반으로 하는 시스템 수준에서의 네트워크를 위한 성능을 구현하게 해준다.

## 같이 보기
- 베오울프 프로젝트